# 刑事ゼロ
『刑事ゼロ』（けいじゼロ）は、2019年1月10日から3月14日までテレビ朝日系「木曜ミステリー」で放送された日本の刑事ドラマである。主演は沢村一樹。
木曜ミステリー枠としては2年3ヶ月振りの新作である。
コラボレーションとして1月3日放送の『科捜研の女 正月スペシャル（2019年）』に時矢暦彦がゲスト出演した。
本項での「SP」はスペシャルを表す。

## あらすじ
今や「京都府警に時矢あり」と言われた時矢暦彦は事件の容疑者を追跡中に負傷し、刑事を拝命されてからの記憶を失い自信を喪失気味になってしまうが、逆に鋭くなった五感（特に嗅覚）を活かし、彼にあこがれて過去の事件のデータを記憶している佐相智佳とコンビを組んで新たな視点で事件に挑むことになる。

## 登場人物

### 京都府警本部刑事部
時矢暦彦（ときや れきひこ）〈51〉
演 - 沢村一樹（大学生：細田龍之介〈SP2〉）
京都府警本部刑事部・捜査一課13係刑事、警部補。1967年12月24日生。
「京都府警に時矢あり」と呼ばれるほど優秀で敏腕なエリート刑事で、鑑識の背川をはじめ府警内からの女性ファンも多いが故に女性の扱いにも手馴れていた。元々は町の交番の巡査だったが、20年前に京都府警の刑事に昇格した。
ある日、逃走中の殺人犯・能見冬馬を追跡中、ビルの屋上で犯人と格闘の末に突き落とされ、地上の水槽の中に落下し意識を失ってしまう。幸い一命は取り留めたが、刑事に昇格した日から今日まで20年間の記憶が一切無くなってしまう。ただし、叔父で町医者である生田目は、時矢が20年前当時には無かった筈のスマートフォンの操作が素早くできた事、意識を失って入院していた病院において「看護師さん」と現在風に呼ぶなどから、何かの原因で記憶を思い出すことが阻害されていると診断している。一度は池に落ちた際に記憶を取り戻したが、後に発生したある殺人事件にて犯人を追跡している最中に川に転落し、再び記憶を無くしてしまう。
記憶を失った事は、叔父の生田目、復帰後にコンビを組む事になる女性刑事の佐相、元妻で弁護士の奥畑以外は知らず、本人も周囲に戸惑いながらも記憶を失った事を秘密にし、復帰前の如く明るく振舞って見せる。だが、捜査の最中などであっても突然自分に関心がある（一見事件とは何の関係もないような）ものを見つけては大声をあげて興味津々じっと見入ったり（あるいは相手に断りもなく手に取ったり）、時には相手に失礼な言葉を発したりするなど、その度に相方である佐相から咎められているが、逆にそれらが隠された謎を解くための大きなキーワードとなって、事件解決へと進展する事が多い。また、記憶を失った代わりに五感が鋭くなり、どんな難しい匂いでも嗅ぎ分けられたり、地図など一瞬見ただけで場所を特定出来るようになった。
7年前に自身が担当した殺人事件の公判で被告人の弁護を務めた奥畑記子と出会い結婚するが、2年前に離婚（離婚する事になった真相は不明）。
佐相智佳（さそう ともか）〈29〉
演 - 瀧本美織（幼少期：田中つばさ〈第8話〉）
京都府警本部刑事部・捜査一課13係刑事。巡査部長。以前は一課の総務係として事務を担当していた。
時矢の事は以前から尊敬しており、彼の復帰直前に念願叶って女性刑事となり、復帰後早々に彼とコンビを組む事になる。
コンビを組んで最初の頃、元々の時矢が嫌っていた「適当にやっておいて」という妥協を自ら発した事や、やる事なす事落ち着きが無いなど、自分が知っている彼のイメージとは程遠い事を不審に思い、やがて彼が20年間の記憶を失っている事に気付いてしまう。
時矢が記憶を失っている事を知ってからは、時矢のトリセツ兼外付けハードディスクになる事を宣言し、自ら研究し記憶した彼の20年間担当した事件・経歴・交友関係などのデータを活かし、サポートしながら2人で事件を解決していく。
時矢のことは「記憶を失う前の時矢」と「現在の時矢」をそれぞれ別人の如く互いの評価をし毎回違う呼び名で呼ぶ。
母の貴和子は京都地検の公判検事。実父の金戸直実は17年前に会社の機密漏えいに関与したとして退職し、離れて暮らしていた。
福知市郎（ふくち いちろう）〈54〉
演 - 寺島進
京都府警本部刑事部・捜査一課13係刑事、警部補。以前は時矢とコンビを組んでいた。
時矢の意識が回復した際に見舞いに訪れたが、時矢から暴力団の組長と間違えられてしまう。
時矢をライバル視しており、彼に万が一の事があったら昇進できるチャンスを狙っている。
内海念也（うつみ としや）〈32〉
演 - 横山だいすけ
京都府警本部刑事部・捜査一課13係刑事、巡査部長。現在は福知の相方として彼に何かとこき使われている。
配属7年目で時矢の後輩。時矢の事は「先輩」として尊敬している。
背川葉奈（せがわ はな）〈40〉
演 - 猫背椿
京都府警本部・鑑識課第6係。
時矢の大ファンで、事件現場でも「ダーリン」と呼ぶ事も多い。また、隙あらば時矢にすり寄ろうとする。
根本留夫（ねもと とめお）〈56〉
演 - 渡辺いっけい
京都府警本部刑事部・捜査一課13係係長、警部。
事なかれ主義で、常に上層部の顔色ばかりを気に掛けているが、場合によっては自分が責任を取る覚悟で捜査続行を許可するなど正義感を見せる一面もある。
幕末検定1級の知識の持ち主で、幕末の四大人斬りなどに詳しい。

### その他
奥畑記子（おくはた のりこ）〈48〉
演 - 財前直見
時矢の元妻、京都第三弁護士会所属の弁護士。
7年前に時矢が担当した殺人事件の被告人の弁護を務めた事がきっかけで彼と結婚するが、2年前に離婚（離婚する事になった真相は不明）。時矢からのプロポーズの言葉は「俺と永遠の愛を築こう」だった。
離婚の際、慰謝料代わりに夫婦で購入したマンションを自分が引き取り、残りのローンは全て時矢が支払っている。
彼が20年間の記憶を失っている事に気付いてしまい、最初はその事を警察に報告しようとしていたが、後に能見冬馬が関わる事件において時矢たちにある内容を明かした為に弁護士としての守秘義務を破ってしまい、その口止めの為に時矢が20年間の記憶を失っている事を敢えて黙認することに決める。
生田目守雄（なまため もりお）〈66〉
演 - 武田鉄矢
時矢暦彦の父方の叔父で生田目診療所を営む医師。
記子と離婚し住んでいた家を取り上げられた時矢を、診療所の2階に住まわせている。
時矢を記憶喪失と診断した。彼に様々なアドバイスをする。
能見冬馬
演 - 高橋光臣（第1話・第9話・最終回）
連続殺人犯。ウェブライター。時矢をビルの屋上から突き落とし、彼が20年間の記憶を無くすきっかけを作った。自分が起こした事件が再び起きた際には既に逮捕されて収監されていたが、後に釈放され、その後は何者かに殺害された。

### ゲスト

#### 連続ドラマ（2019年）
第1話「新ミステリー誕生！記憶を失った名刑事が五感で難事件に挑む!! 古都1000年の復讐トリック!? 源氏物語が結ぶ5つの殺人の点と線」
- 鳴島桜子（恭三の妻） - 富田靖子
- 里中荘六（香道柳野流の師匠） - 徳井優
- 今宮隆司（今宮リゾート 社長） - 大澄賢也
- 今宮鈴代（隆司の後妻） - 三輪ひとみ
- 鳴島芳孝（恭三と桜子の長男） - 百瀬朔（6歳：木村亜有夢）
- 今宮賢（フリーライター・隆司と前妻の息子） - 國島直希
- 椎名蒼（京都府議会議員） - 横山美智代
- 卯木仁史（卯木法律事務所 弁護士） - 松尾英太郎
- 植田渉（フリーター） - 池田純矢
- 鳴島恭三（高名な小説家） - 小林稔侍

第2話「2つの別荘で…密室殺人!! 記憶ない刑事が7年前の冤罪に挑む」
- 円城明日香（円城出版 社長） - いしのようこ
- 芹野泰夫（建築士・7年前に逢沢殺害容疑で逮捕） - 中村靖日
- 逢沢省三（逢沢ファイナンス 社長・7年前階段から転落死） - 剣持直明
- 落合幸信（逢沢ファイナンス 社員） - 水野智則
- 円城公昭（明日香の夫・7年前から行方不明） - 三浦憲世

第3話「前代未聞の誘拐トリック!! 復讐の3億!? 京都の雨に消された親子愛」
- 夏富輝一郎（ナツトミ 会長） - 竜雷太
- 茂木潤三（夏富家の使用人） - 大浦龍宇一
- 門田房枝（夏富家の家政婦） - 阿南敦子
- 夏富紗輝子（輝一郎の長女） - 中原果南
- 夏富武臣（紗輝子の夫で婿養子・加瀬の同級生） - 佐伯新
- 夏富永久（武臣と紗輝子の長男） - 広田亮平（9歳：南岐佐）
- 夏富輝（武臣と紗輝子の次男） - 中島凱斗（6歳：前嶋志翔）
- 加瀬公仁（加瀬電機電子製作所 社長・永久の実父） - 遠竹祐樹
- 原口紀子（加瀬の姉） - 辻葉子

第4話「透明人間の殺人!? 空飛ぶ500万の謎!! 五重の塔が見た…京美人の涙」
- 但馬正樹（京都府警本部サイバー犯罪対策室 主任） - 野間口徹（最終回〈回想〉）
- 北浦菜月（サガノ警備保障 SE兼営業部） - 西原亜希
- 林田悠斗（琴原中学校 3年5組） - 田中偉登
- 高沢真浩（トレジャーバザール 店長） - 弓削智久
- 大津英敏（サガノ警備保障 社員） - 野田晋市
- 尾中克也（3年前殺害された浅井聡子の婚約者） - 上田弘治
- 山田（京都府警本部捜査第二課 係長） - 出口高司
- 古関昭太（浅井聡子と不倫関係だった男） - 上瀧昇一郎
- 村内毅（札付きの不良） - 村井良輔
- 河合絵里香（京都府警本部交通指導課 巡査部長） - 赤松悠実

第5話「500年前の殺人トリック!? 父が残した時刻表の謎…京都の冬山で娘の復讐!!」
- 小野千秋（八咫神村 村民） - 大後寿々花
- 羽山敬太（八咫神村 村民） - 尾上寛之
- 浅木浩太郎（八咫神村役場 職員） - 大高洋夫
- 平木小次郎（警官） - 河野洋一郎
- 小田島譲（夜久野警察署 検視官） - 平野貴大
- 金田満（似顔絵の協力者） - 長南洸生
- 飯田幸子（飯田の娘・半年前死亡） - 池田琴弥
- 飯田透（八咫神村 消防団長・1年前転落死） - 太田雅之
- 鳩岡尊（ヤミーテック 社長） - 伊庭剛
- 森幸介（八咫神村 村長） - 佐戸井けん太

第6話「殺した記憶を消すトリック!? 母子最期の約束…4つの顔を持つ女!!」
- 杉田陽子（記憶喪失の容疑者・本名「真崎薫」） - 森口瑤子（整形前：赤間麻里子）
- 須藤公彦（学校法人 城光学園「京都瑛成中学校」校長） - 阪田マサノブ
- 関口成美（学校法人 城光学園「京都瑛成中学校」学年主任） - 舞羽美海
- 中尾晴人（翔太の中学時代のクラスメイト） - 田口翔大
- 真崎翔太（薫の息子・1年半前死亡した中学生） - 本郷颯（小学生：中須翔真）

第7話「京都〜東京〜仙台…800キロの遠隔殺人!? 妹のため…200万人に復讐生配信!!」
- 山之辺裕作（警視庁捜査一課 刑事） - 阿部進之介
- 田所健三（兵藤の教え子・Vチューバー） - 須藤公一
- 榊原伸一（田所を殺した犯人） - 坂口涼太郎
- 橘水樹（3年前の事件の唯一の生存者・山之辺の妹） - 小池唯
- 笹岡（鑑識官） - 国木田かっぱ
- 月影カレン（Vチューブのキャラクター） - 釘宮理恵（声のみ）
- 川上昇（3年前の事件の犯人とされた男） - 亀山貴也
- 小杉美智子（2日前に飛び降り自殺した美容専門学校生） - 森口幸音
- 兵藤幸雄（元大学教授） - 石橋蓮司

第8話「殺人犯は私の父!? 雪の京都に消えた美女…ついにバレた記憶喪失!!」
- 佐相貴和子（佐相の母・京都地検公判検事） - かとうかず子
- 金戸直実（佐相の実父・貴和子の元夫・三宅の元部下） - 小倉久寛
- 吉原純哉（京極硝子産業新素材研究室 研究室長） - 森岡豊
- 三宅鎮男（京極硝子産業 元専務） - 篠塚勝
- 荒巻寛司（荒巻リサーチ事務所 所長） - 唐橋充
- 武藤良美（荒巻リサーチ事務所 調査員） - 片山萌美
- 畠山公宏（京極硝子産業 社長） - 花王おさむ
- 国村結子（京極硝子産業 人事部長） - 池津祥子
- 郷田東吉（窃盗の容疑者） - 高島和男
- 本田（京都府警烏丸警察署 刑事） - 加藤重樹
- 香川（スポーツバー「プレイヤーズラボ」店長） - 西村匡生
- 大迫（スポーツバー「プレイヤーズラボ」アルバイト） - 安永稔
- 三宅（三宅の妻） - 宇谷玲

第9話「最終章！星占いが結ぶ連続殺人!! 氷の微笑でトリックを作る女医!?」、最終話「最終回！さよなら時矢!! 星占い連続殺人を操る女帝!? 衝撃の結末」
- 草葉友喜（京都府烏丸警察署 留置管理係） - 今野浩喜
- 服部倫恵（2件目の被害者・ホテルチェーン会長） - 湖条千秋
- 山井満留（4件目の被害者・専業主婦） - 松島紫代
- 岡原周太郎（1件目の被害者・自動車整備工） - 本田響矢
- 坂水涼也（3件目の被害者・大学院生） - 北村友希
- 米野光則（5件目の被害者・倉庫管理人） - 野々村仁
- 藤林経子（京都中央大学文学部心理学専攻 教授） - 南果歩
- 外山直澄（ウェブライター） - 粟島瑞丸（第9話のみ）
- 田沢（ウェブライター） - 森乃阿久太（第9話のみ）
- 秋山（京都府警本部刑事部・捜査一課12係 刑事） - 白井哲也（最終話のみ）

#### スペシャル（2019年 - 2020年）
スペシャル1「沢村一樹が“記憶ゼロ”の刑事を演じる人気ミステリーがスペシャルで帰ってくる！舞台は京都〜神戸！“陸の孤島”に閉じ込められた刑事が、謎だらけの連続殺人に挑む!!」（2019年）
- 曽根和海（六甲スカイヴィラ 宿泊客・京都五条病院 精神科医・ミチルと同じ大学の映画サークルの仲間） - 大東駿介
- 鐘鳴輝生（ホテル 六甲スカイヴィラ 総支配人） - 河相我聞
- 宮浦逸夫（六甲スカイヴィラ 宿泊客・出版社 記者・ミチルの母方の親戚） - 長谷川朝晴
- 笠木塔子（六甲スカイヴィラ 宿泊客・京都の進学塾 講師・ミチルの高校時代の家庭教師） - 宮地真緒
- 安西樹貴（六甲スカイヴィラ 宿泊客・イベント会社 専務・ミチルの昔の恋人） - 波岡一喜
- 板橋志朗（六甲スカイヴィラ 料理長） - 菅田俊
- 中路明子（六甲スカイヴィラ メイド頭） - ふせえり
- 明石舞衣（六甲スカイヴィラ 宿泊客・雑誌モデル・ミチルの小学校から大学までの親友） - おのののか
- 夏目里枝（六甲スカイヴィラ メイド） - あらい美生
- 黒江ミチル（7年前の3月に六甲スカイヴィラ裏手の小屋で焼死した元大学生） - 夏目かな
- 森沢雪代（治彦の妻・実は治彦とミチルの殺害犯で逮捕されている） - 篠原真衣
- 森沢治彦（IT企業社長・7年前の3月に六甲の森の中で頭部を殴られ死亡） - 山本佳志
- 長岡（塾講師） - 中川浩三
- 芳子（ミチルと舞衣の中学と高校の同級生） - たかはしあいこ
- 沖野（兵庫県警察六甲警察署六霞村駐在所 巡査） - 杉森大祐
- 大倉（萩村が経営する花屋の店員） - 加藤千果
- 石田均司（7年前 強盗殺人で移送中に逃亡・当初 治彦とミチルを殺害したと思われていた） - 正木健久
- 高野（映画研究会 部員） - 村角ダイチ
- 萩村重一（六甲スカイヴィラ 宿泊客・花屋 店主・昔花屋でミチルがバイトしていた） - 永島敏行

スペシャル2「沢村一樹主演の人気ミステリー、スペシャル第2弾!“記憶ゼロ”の名刑事が今回挑むのは…幕末の四大剣士になぞらえた見立て連続殺人!!刑事、最後の事件に…!?」（2020年）
- 嵯峨思織（恋愛小説家・時矢の大学時代の恋人・元映画スクリプター） - 高岡早紀（大学生：大井真巳）
- 山脇覚士（映画監督・時矢の大学時代の親友） - みのすけ（大学生：藤枝優希）
- 砥部陽司（山脇の映画を何本も作った元映画プロデューサー） - 矢柴俊博
- 中務宏臣（京都府警警務部人事一課 監察官） - 近藤公園
- 篠崎武宣（1件目の被害者・経済評論家 兼 コメンテーター） - 日向丈
- 坂出仲満（2件目の被害者・マッチングアプリ「アエマクリ」開発者のIT長者・別名「アンドルー 一条」） - 般若
- 東坊城孝麿（3件目の被害者・自称 公家出身の一発屋芸人） - ダンディ坂野
- 牧村義孝（4件目のターゲット・京都府 副知事・弁護士） - 武井壮
- 吉岡広志（京映撮影所 スタッフ） - 三角園直樹
- 久野達枝（京映撮影所 衣装部 スタッフ） - 一木美貴子

## 用語
※ストーリー内に登場するキャラクター、組織、その他などを記す。
キョートマンヘヴン
タクマが京都府警広報課時代に作ったマスコット。キョートマンヘヴンはキョートマン7の元締で「カード界のツチノコ」と呼ばれている。
佐相が時矢につけた呼び名
記憶を失う前
旧・時矢、ビフォー時矢刑事、元祖・時矢刑事、オールドタイプ時矢刑事、時矢1号、クラシック時矢刑事、パレオ時矢刑事、ビンテージ時矢、平成時矢
現在
新・時矢、アフター時矢刑事、新装開店・時矢刑事、ニュータイプ時矢刑事、おっさん子供、モダン時矢刑事、ネオ時矢刑事、ヌーヴォー時矢、令和時矢

## スタッフ
- 脚本 - 戸田山雅司、下亜友美、徳永友一、及川拓郎
- 音楽 - 横山克、エバン・コール
- 主題歌 - THE YELLOW MONKEY「I don't know」
- ゼネラルプロデューサー - 横地郁英（テレビ朝日）
- 監督 - 及川拓郎 、田村直己（テレビ朝日）、兼崎涼介
- プロデューサー - 川島誠史（テレビ朝日）、和佐野健一（東映）、望月卓（東映）
- ナレーション - 武田鉄矢
- 制作著作 - テレビ朝日、東映

## 放送日程

### 連続ドラマ
- 2019年1月10日 - 3月14日、全10話。
- 第1話は20時 - 21時48分の2時間スペシャルとして放送された。
- 第2話は20時 - 21時の6分拡大放送。

| 話数                                                                         | 放送日  | サブタイトル | 脚本       | 監督     | 視聴率 |
| ---------------------------------------------------------------------------- | ------- | --- | ---------- | -------- | ------ |
| 第1話                                                                        | 1月10日 | 新ミステリー誕生！記憶を失った名刑事が五感で難事件に挑む!! 古都1000年の復讐トリック!? 源氏物語が結ぶ5つの殺人の点と線 | 戸田山雅司 | 及川拓郎 | 14.7%  |
| 第2話                                                                        | 1月17日 | 2つの別荘で…密室殺人!! 記憶ない刑事が7年前の冤罪に挑む                                                                | 戸田山雅司 | 及川拓郎 | 10.5%  |
| 第3話                                                                        | 1月24日 | 前代未聞の誘拐トリック!! 復讐の3億!? 京都の雨に消された親子愛                                                         | 戸田山雅司 | 田村直己 | 11.9%  |
| 第4話                                                                        | 1月31日 | 透明人間の殺人!? 空飛ぶ500万の謎!! 五重の塔が見た…京美人の涙                                                          | 戸田山雅司 | 田村直己 | 12.1%  |
| 第5話                                                                        | 2月07日 | 500年前の殺人トリック!? 父が残した時刻表の謎… 京都の冬山で娘の復讐!!                                                  | 下亜友美   | 兼崎涼介 | 10.7%  |
| 第6話                                                                        | 2月14日 | 殺した記憶を消すトリック!? 母子最期の約束…4つの顔を持つ女!!                                                           | 徳永友一   | 兼崎涼介 | 11.3%  |
| 第7話                                                                        | 2月21日 | 京都〜東京〜仙台…800キロの遠隔殺人!? 妹のため…200万人に復讐生配信!!                                                   | 及川拓郎   | 及川拓郎 | 10.6%  |
| 第8話                                                                        | 2月28日 | 殺人犯は私の父!? 雪の京都に消えた美女… ついにバレた記憶喪失!!                                                         | 戸田山雅司 | 及川拓郎 | 09.9%  |
| 第9話                                                                        | 3月07日 | 最終章！星占いが結ぶ連続殺人!! 氷の微笑でトリックを作る女医!?                                                         | 戸田山雅司 | 兼崎涼介 | 11.2%  |
| 最終話                                                                       | 3月14日 | 最終回！さよなら時矢!! 星占い連続殺人を操る女帝!? 衝撃の結末                                                          | 戸田山雅司 | 兼崎涼介 | 10.1%  |
| 平均視聴率 11.6%（視聴率はビデオリサーチ調べ、関東地区・世帯・リアルタイム） |         | |            |          |        |

### スペシャル
| 話数        | 放送日        | サブタイトル | 脚本       | 監督     |
| ----------- | ------------- | --- | ---------- | -------- |
| スペシャル1 | 2019年9月15日 | 沢村一樹が“記憶ゼロ”の刑事を演じる人気ミステリーがスペシャルで帰ってくる！ 舞台は京都〜神戸！ “陸の孤島”に閉じ込められた刑事が、謎だらけの連続殺人に挑む!! | 戸田山雅司 | 及川拓郎 |
| スペシャル2 | 2020年6月07日 | 沢村一樹主演の人気ミステリー、スペシャル第2弾! "記憶ゼロ"の名刑事が今回挑むのは... 幕末の四大剣士になぞらえた見立て連続殺人‼︎刑事、最後の事件に...⁉︎         | 戸田山雅司 | 及川拓郎 |

## DVD
- 刑事ゼロ DVD-BOX 2019年7月2日発売。